# 蒋永清
蒋永清（1968年12月—），男，湖南永州人，中华人民共和国政治人物。

## 从政经历
蒋永清于1986年高中二年级时加入中国共产党。1991年7月参加工作，1995年10月至1999年6月，历任株洲市委组织部办公室副主任、干部二科科长；1999年6月至2001年8月，任共青团株洲市委副书记、市青联副主席；2001年8月至2003年8月，任共青团株洲市委书记党组书记；2003年8月至2005年8月，任株洲市委党校校长；2005年8月至2007年7月因党校升格为副厅级机构，改任株洲市委党校第一副校长；2007年7月至2010年1月，历任株洲县委副书记、副县长、代县长、县长；2010年1月至2011年12月，历任醴陵市委副书记、代市长、市长；2011年12月起任醴陵市委书记。
2013年，蒋永清因为涉嫌严重违法违纪，接受湖南省纪委立案审查。2015年9月，蒋永清因为贪污、受贿两罪被衡阳市中级人民法院判处有期徒刑18年，并处没收财产310万元，追缴涉案赃款994万元，但他不服判决上诉，2015年12月，湖南省高级人民法院改判蒋永清有期徒刑12年定谳。蒋随即进入长沙监狱服刑，2018年，获减刑六个月。